# There's Nothing Holdin' Me Back
《There's Nothing Holdin' Me Back》是加拿大歌手尚恩·曼德斯的歌曲，由曼德斯、泰迪·蓋格、傑夫·沃伯頓和史卡特·哈里斯撰詞作曲，並由蓋格和安德魯·莫里製作。歌曲原先於2017年4月20日作為單曲發行，2017年再版收錄在他的第二張錄音室專輯《照亮愛》。伴隨的音樂錄影帶於2017年6月20日發佈。該單曲在美國、英國等多個國家中排名前十。

## 組成
一位告示牌編輯指出，它在合唱中帶有一些電吉他和「緊張」的人聲。隨著樂曲的進展，它還包括拍手聲、吉他即興演奏和踩腳低音。這首歌的靈感來自提姆巴蘭和賈斯汀·提姆布萊克的早期作品。

## 評價
Taylor Weatherby在為告示牌寫信時指出：「這首歌的聲音恰好與他在高中的努力中所帶來的吉他般的美感相得益彰，但這次卻帶來了更多優勢。」
Allison Bowsher認為這首歌很多聲音是對早在2015年開始事業的曼德斯的一種回歸。讓人聯想起曼德斯歌曲《Something Big》的高能量流行感，今天的新歌曲在整個過程中波瀾起伏，使曼德斯可以彰顯自己的嗓音。
MTV新聞的Madeline Roth認為這首歌「比目錄中的任何曲目都更具舞蹈性。他的嗓音嘶啞而堅韌，尤其是在熱情、氣勢洶洶的副歌上。
時代雜誌選擇這首歌作為夏季歌曲之一的競爭者，稱讚其「高明地使用電吉他和熱帶浩室節奏」。告示牌將它列為第44名年度最佳歌曲，[[加拿大廣播公司|CBC音乐广播]]將其列為第五名。

## 圖表表現
在美國，這首歌的排名達到第6位，成為曼德斯在美國告示牌百强单曲榜上的第三首前十名單曲。在加拿大，這首歌達到了第6位高峰，成為他在自己祖國最高的排行榜排名。之後，他的單曲《如果我不能擁有你》才超越了這一高峰：在2019年5月達到了第二位。在澳大利亞、丹麥、德國、愛爾蘭、蘇格蘭、英國和韓國，它達到了前五名。

## 音樂錄影帶
這首歌的音樂錄影帶於2017年6月20日發行。該影片在巴黎、阿姆斯特丹和英國拍攝，看到曼德斯和他的愛人（由女演員艾麗班柏飾演）在巡迴演出時在歐洲探索巡遊。這對情侶在沿著海岸跋涉、在街頭跑步嬉戲、共乘火車。該影片還顯示了曼德斯的音樂會的鏡頭。截至2020年12月，該音樂錄影帶目前的觀看次數已超過9.43億。音樂錄影帶由Jay Martin執導，Cal Gordon製作，Thomas Hole拍攝。

## 曲目列表
- 數位下載（NOTD Remix）[9]

1. "There's Nothing Holdin' Me Back" (NOTD remix) – 3:14

- 數位下載（Acoustic）[10]

1. "There's Nothing Holdin' Me Back" (Acoustic) – 3:21

## 榮譽
| 年份 | 名稱                                           | 類別           | 結果 |
| ---- | ---------------------------------------------- | -------------- | ---- |
| 2017 | MTV歐洲音樂大獎                                | 最佳歌曲       | 獲獎 |
| 2017 | MTV音樂錄影帶大獎                              | 夏季歌曲       | 提名 |
| 2018 | 澳大利亞表演權協會音樂獎 （APRA Music Awards） | 年度國際工作   | 提名 |
| 2018 | BMI獎                                          | 獲獎歌曲       | 獲獎 |
| 2018 | IHeartRadio音樂獎                              | 最佳音樂錄影帶 | 提名 |
| 2018 | IHeartRadio音樂獎                              | 最佳歌詞       | 提名 |
| 2018 | 朱諾獎                                         | 年度單曲       | 獲獎 |
| 2018 | 迪士尼電臺音樂獎 （Radio Disney Music Awards） | 年度歌曲       | 提名 |

## 銷售認證
| 地區                                     | 认证    | 认证单位/销量 |
| ---------------------------------------- | ------- | ------------- |
| 澳大利亚（澳大利亚唱片业协会）           | 4× 白金 | 280,000‡      |
| 巴西（巴西唱片業協會）                   | 钻石    | 160,000‡      |
| 比利时（比利時唱片音樂協會）             | 2× 白金 | 60,000‡       |
| 加拿大（加拿大音乐协会）                 | 7× 白金 | 560,000‡      |
| 丹麦（國際唱片業協會丹麥分會）           | 白金    | 90,000‡       |
| 法国（法國唱片出版業公會）               | 白金    | 133,333‡      |
| 德国（聯邦音樂產業協會）                 | 白金    | 400,000‡      |
| 意大利（意大利音乐产业联盟）             | 4× 白金 | 200,000‡      |
| 墨西哥（墨西哥音像製品協會）             | 2×      | 120,000‡      |
| 新西兰（新西兰唱片音乐协会）             | 白金    | 30,000‡       |
| 葡萄牙（葡萄牙唱片業協會）               | 白金    | 10,000‡       |
| 南韓（韓國音樂內容協會）                 | —       | 2,500,000     |
| 西班牙（西班牙音樂製作協會）             | 白金    | 40,000‡       |
| 瑞典（瑞典唱片業協會）                   | 2× 白金 | 80,000‡       |
| 英国（英国唱片业协会）                   | 2× 白金 | 1,200,000‡    |
| 美国（美國唱片業協會）                   | 4× 白金 | 4,000,000‡    |
| *僅含認證的實際銷量 ‡僅含認證的+實際銷量 |         |               |

## 發布歷史
| 地區   | 日期          | 格式         | 版本       | 標籤              |
| ------ | ------------- | ------------ | ---------- | ----------------- |
| 美國   | 2017年4月25日 | 當代流行電台 | 原版       | 小島唱片 聯眾唱片 |
| 全世界 | 2017年5月12日 | 數位音樂下載 | NOTD Remix | 小島唱片          |
| 法國   | 2017年7月6日  | 數位音樂下載 | Acoustic   | 小島唱片          |

## 註解
1. ↑  （原文Hook）

## 外部鏈結
- YouTube上的Shawn Mendes - There's Nothing Holdin' Me Back